# Дамастион
Дама̀стион (на старогръцки: Δαμάστιον; на латински: Damastion) е древен град на Балканския полуостров, чиято локализация не е точно установена, и за чието местоположение съществуват множество хипотези.
Градът е известен от „Географията“ на Страбон по своите сребърни мини.

## Хипотези
Съществуват няколко хипотези за местоположението на древния Дамастион, най-основните от които се свеждат до:
- днешна Южна Албания, защото близо до Аргирокастро се намира селището Аргирион, където е имало сребърни рудници;
- днешна Южна Сърбия, т.нар. Кале-Кършевица в Поморавието, на югоизток от Враня;
- днешно Косово.

Сребърните монети на Дамастион са влезли в обращение в древна Дардания - Поморавието, Метохия, адриатическото крайбрежие на Северен Епир, както и в днешна Северна Македония и Югозападна България – Кюстендилско, Трънско и Пернишко.